# Vitraux de la basilique Saint-Denis
Les vitraux de la  basilique de Saint-Denis sont parmi les plus anciens vitraux gothiques du monde ; si les fondations de la basilique remontent au Ve siècle de notre ère, au nord de Paris, l'église actuelle remonte au XIIe siècle. Elle est l'une des plus anciennes églises gothiques du monde et a été une des premières à être dotée de vitraux chargés d’embellir la lumière, de la transformer en quelque sorte en « lumière divine » selon la pensée de l'abbé Suger, le propre des églises gothiques, comparé aux églises romanes, étant justement d’introduire dans les édifices de la lumière. Les verrières de Saint-Denis sont parmi les plus importantes du Moyen Âge en raison de leur précocité d'exécution et de leur symbolique.
Présenté par Richelieu comme le premier grand serviteur de la monarchie, l'abbé Suger contribue à populariser l'idée que le roi capétien, ne peut être le vassal de personne, sinon du bienheureux Denis.
Actuellement, la plupart des vitraux actuels datent du XIXe siècle. La basilique Saint-Denis conserve dix verrières médiévales incomplètes dont certains éléments ont été dispersés dans différents musées et églises à la suite de la Révolution française. Des vitraux du XIIe siècle, il ne subsiste à Saint-Denis que cinq verrières et quelques éléments démontés, en 1997, en vue de leur restauration.

## Histoire des vitraux

### Le projet de l'abbé Suger (1122-1151)

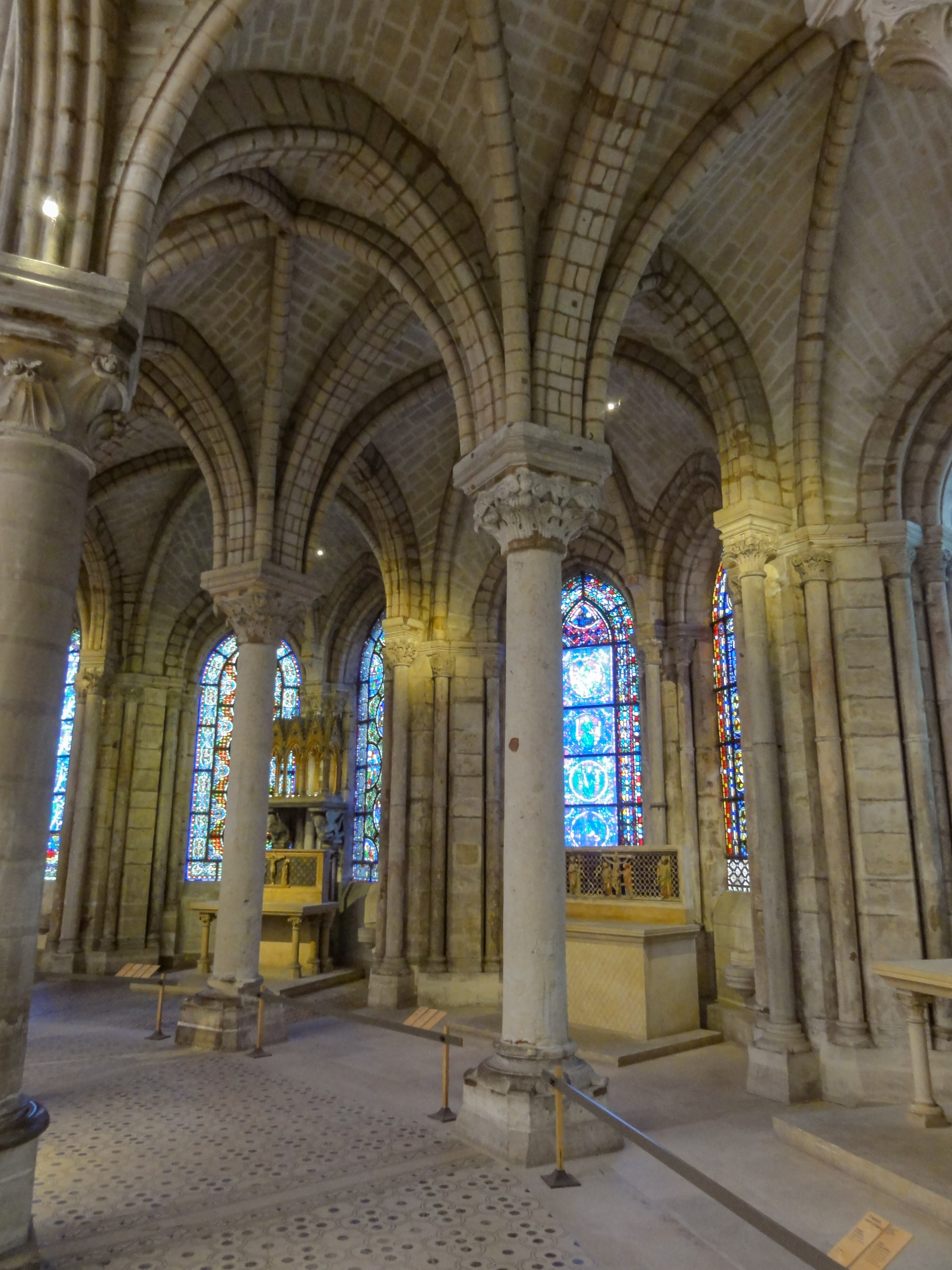
Des éléments dans les vitraux du déambulatoire sont les rares vestiges de la verrière du XIIe siècle.

#### Théologie de la lumière
L’abbé Suger fit venir des artistes de différentes parties du royaume de France pour aboutir à une œuvre d’art total : l’abbatiale de Saint-Denis est considérée comme la première grande église gothique par son architecture, ses sculptures et ses vitraux. Dans son ouvrage Liber de rebus in administratione sua gestis, il recourt à des qualificatifs louangeurs pour décrire le rôle de la lumière qui pénètre dans le sanctuaire par les vitraux. Pour Suger, le vitrail est anagogique, c'est-à-dire « qui conduit vers le haut ». Pour tamiser la lumière qui aurait désarticulé un espace aux volumes ouverts et néanmoins circonscrits, Suger, avec sa sensibilité dramatique, a conçu des vitraux, chargés d'une grande signification symbolique et religieuse, jouant un rôle essentiel dans la mise en valeur de l’architecture.
Suger dit en une phrase le sens qu'il donnait à ce décor : « Cette élégante et digne d'éloge adjonction des chapelles en demi-cercle grâce auxquelles toute l'église allait resplendir de la lumière merveilleuse et continue des vitraux très sacrés, éclairant la beauté de l'intérieur. » Cela signifie que le déambulatoire avec ses chapelles rayonnantes était conçu en fonction des vitraux. La basilique est baignée de lumière grâce à une verrière importante (les vitraux deviennent deux fois plus grands) qui obéit à une iconographie rigoureuse (vie de saint Denis et des papes, vies des rois et reines de France dans la nef), ce qui lui vaut d'être surnommée jusqu'au XVIIIe siècle « Lucerna », la lanterne.
Saint Bernard le compare à Marie. La lumière le traverse, sans le détruire, à l'image de la Vierge donnant la vie à Jésus en restant pure. Cette comparaison montre tout l'intérêt porté au vitrail. Son rôle d'enseignement théologique, destiné à une population souvent illettrée, se conjugue avec l'émerveillement spirituel créé par des milliers de petits morceaux de lumières colorées. L'ensemble des vitraux concourt à donner à l'édifice l'image d'une cité fabuleuse qui évoque la Jérusalem céleste.

#### Vitraux datant de Suger
Quatorze fenêtres du chœur, deux par chapelle rayonnante, furent ornées de vitraux sous la direction personnelle de Suger et mis en place pour les cérémonies de la consécration du chœur en 1144 :
- Huit étaient garnies de vitraux décoratifs aux griffons ailés, dont certains sont encore en place dans la première chapelle du côté nord, dédiée à sainte Osmane.
- Six fenêtres des chapelles situées à l'est étaient munies de vitraux historiés ;
  - deux d'entre eux ont des thèmes historiques, dans la chapelle d'axe (l'Enfance du Christ et l'Arbre de Jessé) ;
  - deux sont relatifs à la Passion du Christ, dans la chapelle Saint-Cucuphas, au sud ;
  - deux sont consacrés à la concordance entre l'Ancien et le Nouveau Testament, la vie de Moïse et les Allégories de saint Paul, dans la chapelle Saint-Pérégrin, au nord.

Pour son abbatiale, l'abbé Suger a souhaité réaliser un projet grandiose et personnel de vitraux par les meilleurs artistes et maîtres-verriers de la région. Le verre coloré, denrée très rare au Moyen Âge, est magnifié. Fait rarissime, un maître verrier est attaché à l'entretien des vitraux qui auraient coûté plus cher que la construction, en pierre, de l'édifice, ce qui témoigne de l'importance que Suger attachait à la lumière. Les sujets traités sont riches, complexes, essentiellement destinés aux moines érudits.
Dans ses écrits, Suger cite expressément trois verrières : 
- L'Arbre de Jessé dans la chapelle axiale ; cette généalogie simplifiée de Jésus représente celle qui ouvre l'évangile de saint Mathieu. Mais pour Suger, c'est aussi une image idéale de la royauté[Note 1]. Les deux rois, la Vierge et le Christ sont d'origine ; Jessé et le premier roi David sont du XIXe siècle. Ce vitrail a servi de modèle pour celui de Chartres, vers 1150-1155[2]. Les vitraux sont composés de pièces de verre soufflé teinté dans la masse sur lesquelles sont dessinés les traits et le modèles à l'aide d'une grisaille, ou peinture composée d'un oxyde métallique et d'un délayant liquide fixé au verre par cuisson ; les verres découpés sont assemblés et maintenus par des plombs pour former des panneaux eux-mêmes montés dans des armatures en fer appelé barlotières. Les couleurs sont variées mais pas très nombreuses. Les analyses chimiques on montré que les verres bleus, appelés "saphirs" par Suger, ne sont pas des saphirs broyés mais du cobalt. Au XIIe siècle, on importait à grand frais d’Europe centrale du cobalt. Pour les autres couleurs on employait des oxydes métalliques, de manganèse pour les pourpres, de fer pour les jaunes et de cuivre pour les verts et les rouges[4]. L’atelier des artisans verriers était peut-être originaire de Bourgogne. En effet, le sujet a été souvent illustré dans plusieurs manuscrits de l'abbaye de Cîteaux, certains motifs ornementaux étant voisins de ceux des lettres ornées des manuscrits de Cîteaux, tandis que la précision des figures et des détails allégoriques rappellent les sculptures romanes de Bourgogne[5].
- Les Allégories de saint Paul ; l'abbaye prenait Paul pour son père spirituel à la suite de la confusion entre saint Denis, premier évêque de Paris et réel patron de l'abbaye, et Denys l'Aréopagite, disciple direct de l'apôtre Paul ; des cinq panneaux (le Christ entre l’Église et la Synagogue, Moïse dévoilé, le Moulin de saint Paul; l'Ouverture du Livre par le Lion et l'Agneau et le Quadrige d'Amminadab), seuls le premier et le cinquième sont du XIIe siècle[6].
- La Vie de Moïse en cinq panneaux, tous d'origine[6] : Moïse sauvé des eaux, le Buisson ardent, le Passage de la mer Rouge, la remise des Tables de la Loi et le Serpent d'airain. Les panneaux de la vie de Moïse, de par la qualité et la finesse des ornements, font songer aux pièces d’orfèvrerie que le grand abbé commanda ; les motifs de l’Arche d'alliance ont été rapprochés des éléments du calice de Suger, ce qui peut laisser penser qu'il y avait logiquement des contacts entre les artistes des différentes professions sur le chantier de saint Denis[5].

### Vitraux médiévaux postérieurs à Suger

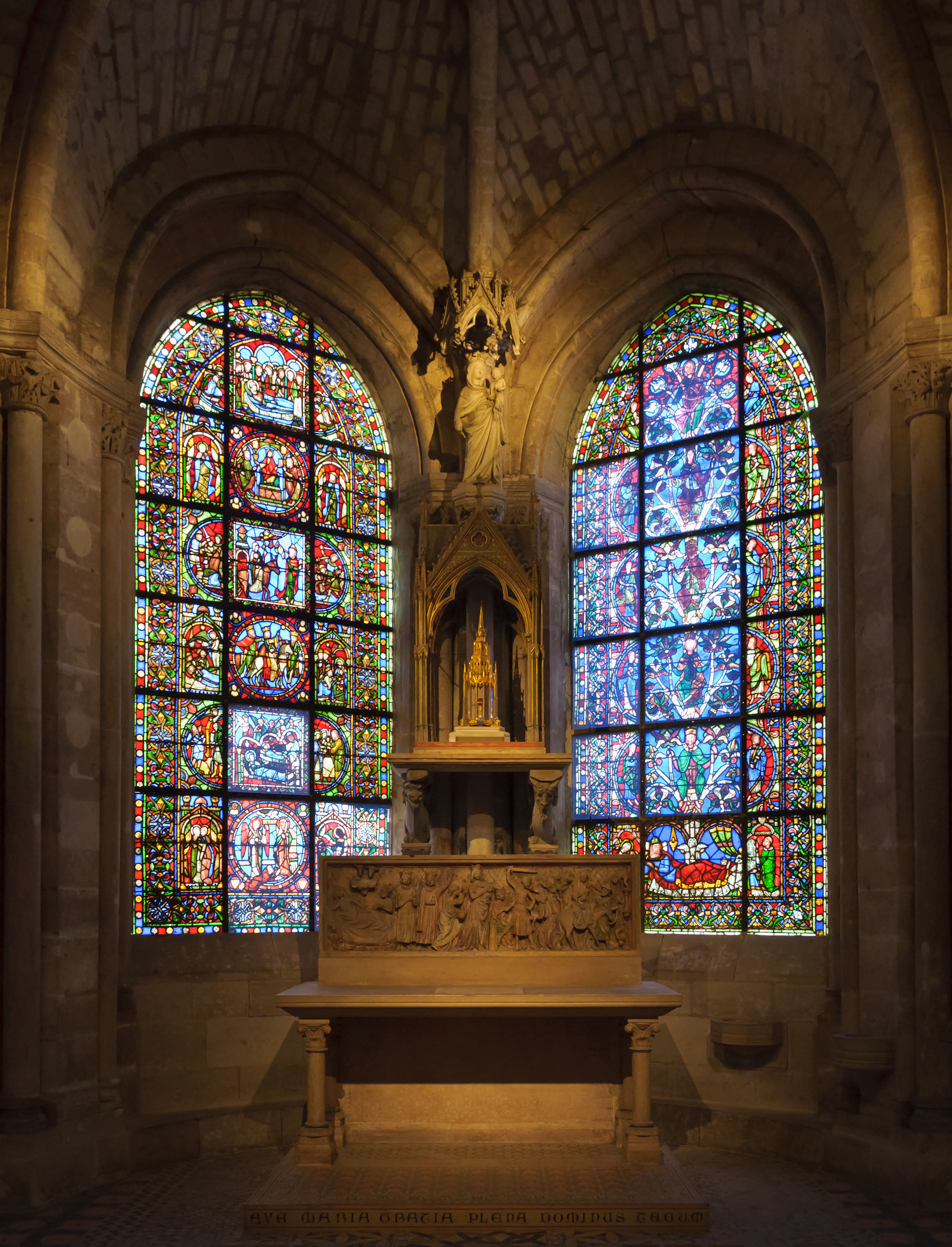
La chapelle de la Vierge et ses baies jumelles sur l'Enfance du Christ et l'Arbre de Jessé.

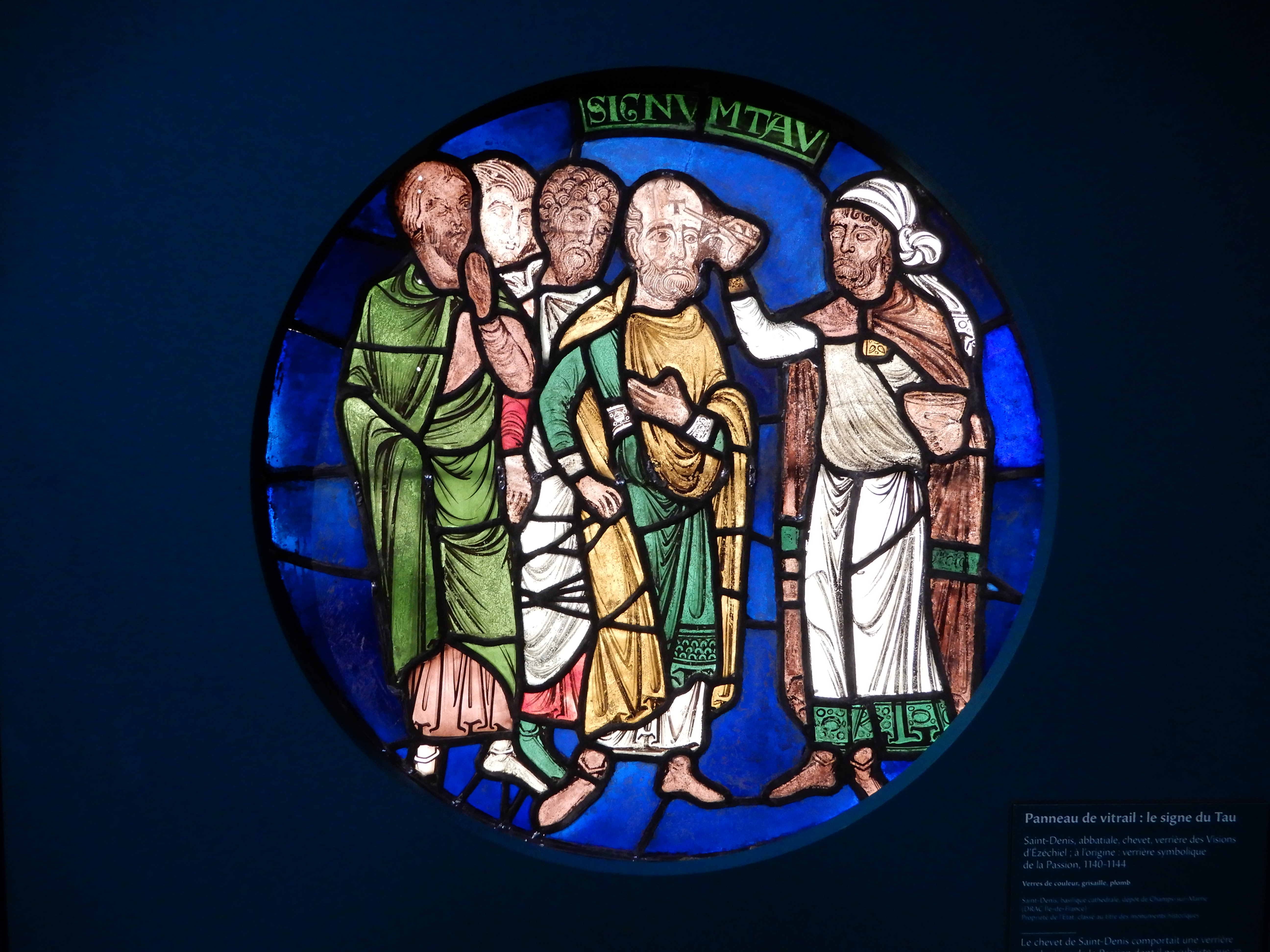
Panneau représentant le signe du tau.

Des vitraux de Suger datant du XIIe siècle furent remaniés au XIIIe siècle. Les vitraux des grandes fenêtres datent du XIIIe siècle. Parmi les vitraux postérieurs à ceux réalisés sous l'abbatiat de Suger, on peut citer :
- Ceux du panneau de l'enfance du Christ faisant pendant à celui de l'arbre de Jessé ; si l'arbre de Jessé conserve encore cinq panneaux d'origine, celle-ci n'en conserve que deux, les autres se trouvant au musée de Bryn Athyn, à l'église Saint James de Twycross[Note 2], dans l'église de Wilton et au musée de Glasgow. Les vitraux conservés sont les premiers représentant ceux de l'Annonciation et de la Nativité[2]. Au Moyen Âge, c'était un des thèmes principaux repris dans les décors. Les quatre vitraux suivants (avertissement donné aux Rois mages, Fuite en Égypte, Jésus et les docteurs, la Mort de la Vierge) datent du XIXe siècle. Si l'arbre de Jessé date de Suger la verrière de l'enfance du Christ est postérieure.
- Les deux verrières de la chapelle saint Cucuphas, celle de l'Apocalypse et celle de la Passion ; il ne reste qu'un panneau ancien, celui qui représente le signe du Tau, les autres ayant disparu et remplacés par Eugène Viollet-le-Duc. Le thème de cette verrière était la rédemption et le signe du tau évoqué dans la vision du prophète Ézéchiel, de l'ange qui marque le front des justes de la lettre grecque T, pour qu'ils soient sauvés par le sacrifice de Jésus-Christ. De tous les panneaux anciens conservés, c'est celui que les spécialistes trouvent le plus achevé et novateur. On peut rapprocher l’œuvre des créations des ateliers mosans, qui se développent tout au long du XIIIe siècle.
- Les vitraux en grisaille de la chapelle Sainte-Osmane, aujourd'hui Saint-Joseph ; ils ont la particularité de ne pas avoir de thème. Ils représentent des griffons et furent identifiés grâce à des dessins de Charles Percier en 1794 ; ces vitraux furent remis en place sous la Restauration, et fort restaurés, mais ils évoquent bien les verrières du XIIIe siècle.

### Révolution: démantèlement
En 1793, la basilique de Saint-Denis est dévastée, ses tombeaux détruits ou mutilés, les corps profanés, les autels mis à bas, le trésor emporté dans les creusets. Les vitraux, chefs-d’œuvre de l'art verrier du Moyen Âge sont détruits ou laissés à l'abandon.
Puis, en 1794, le besoin de métaux se faisant sentir les révolutionnaires démontèrent la toiture de plomb de la basilique mais aussi les plombs des grandes verrières faisant disparaitre la majeure partie des vitraux médiévaux ; seules quelques verrières échappent à la destruction : il s'agit de celle des chapelles rayonnantes du déambulatoire dont certaines furent commandées par Suger ; parmi celle-ci la verrière de l'arbre de Jessé. Charles Percier réalisa alors des dessins des vitraux de saint Denis rescapé dont la première croisade et la vie de saint Louis.
En 1799, les vitraux du déambulatoire prirent le chemin du Musée des Monuments Français - une partie fut brisée en route, une autre vendue. En 1816, après la fermeture du Musée, ce qu'on put récupérer revint dans l'abbatiale.

### XIXesiècle: restaurations
En 1799, Alexandre Lenoir a demandé à récupérer les vitraux du déambulatoire de l'abbatiale Saint-Denis pour orner une salle du musée des Monuments français. Il a fait démonter et enlever la verrière de l'Arbre de Jessé. Malheureusement une partie des vitraux a été brisée et une autre vendue. Les vitraux rescapés sont revenus en 1816 à Saint-Denis. François Debret les a fait compléter et restaurer à partir de 1842 jusqu'en 1847 par Alexandre Billard.
En 1805, Jacques-Guillaume Legrand reçoit la charge de restaurer l’ancienne église abbatiale de Saint-Denis. Son premier travail est de rétablir la couverture de l'abbatiale qui a été supprimée en 1794 pour récupérer le plomb et les vitraux.
Avec les architectes François Debret, puis Eugène Viollet-le-Duc, les vitraux furent restaurés, mais la partie la plus abîmée fut, à son tour, vendue. Debret lança un vaste programme de création de verrières : triforium, transept, haute nef, fenêtres hautes du sanctuaire. Ce programme complété plus tard par celui de Viollet-le-Duc pour les fenêtres basses. Violet-Le-Duc entreprit de nouvelles restaurations et dispositions avec l'aide des peintres verriers Henri et Alfred Gérente. Une partie des panneaux est abîmée à la suite de leur dépôt dans l'atelier et sont alors vendus.
Toute la verrière de la basilique a été refaite au XIXe siècle, à l'exception de quelques éléments dans les vitraux du déambulatoire - qui, eux, proviennent exclusivement de l'époque de Suger. Ces vitraux se repèrent assez facilement : leur éclat est loin d'être aussi brillant que ceux du XIXe siècle qui leur sont juxtaposés. La verrière du XIXe siècle obéit à une iconographie royale et dionysienne avec des vitraux d'une très grande qualité :
- dans le chœur : les treize fenêtres hautes du chœur datent de 1845 et représentent la vie de saint Denis et plusieurs épisodes de l'histoire de la Basilique de sainte Geneviève à saint Louis[1] ;
- dans le triforium de la nef : la vie des papes ;
- dans les verrières hautes de la nef, avec leurs quatre lancettes surmontées de trois roses : datant de 1849, la vie de cinquante-six rois et reines de France.
- dans le transept : la visite de Louis XVIII à l'abbatiale (réalisée par la manufacture de porcelaine de Sèvres), les obsèques de Louis XVIII et la dédicace de la chapelle funèbre sous Charles X, la visite des travaux dans la basilique par Louis-Philippe et de sa famille[Note 5].

Cette activité de la vitrerie moderne pour la basilique sous la monarchie de Juillet joua un rôle important dans la renaissance du vitrail.
La rose Sud, une structure de pierre de plus de 14 mètres de diamètre, qui aurait servi de modèle à celle de Notre-Dame de Paris, montre, autour de la figure centrale du Dieu bénissant, des anges, les douze signes du zodiaque représentant la course du soleil et vingt-quatre travaux agricoles réalisés au cours de l'année. Les vitraux de la rose nord, également du XIXe siècle représentent l'Arbre de Jessé.

### XXIesiècle: perspectives patrimoniales
Si la basilique a bénéficié de plusieurs campagnes de restauration depuis le XIXe siècle et si plusieurs vitraux ont fait l'objet de nettoyage au début du XXIe siècle. Ainsi, malgré la réfection du chevet, le maire de Saint-Denis déplorait à l'occasion des Journées du patrimoine de 2006 l'absence de projets de réfection de la façade sud (14 millions d'euros), de la pierre et des portails romans de la façade ouest, alors que des vitraux du déambulatoire avaient été remplacés en 2003 par du fac-similés en polycarbonate . Toutefois, des travaux de restauration de la façade occidentale ont été lancés en 2012 et achevés en 2015,, qui ont permis de retrouver toute la qualité plastique et l'authenticité de ses trois portails sculptés. Cette restauration a été placée sous la direction de Jacques Moulin, architecte en chef des Monuments historiques.
En plus des vitraux du déambulatoire, la Direction régionale des Affaires culturelles d'Île-de-France a également entamé le réaménagement du chœur liturgique (en association avec le diocèse pour le mobilier liturgique), la remise en place dans la basilique d'anciennes boiseries néogothiques auparavant stockées en réserve et la poursuite de la restauration de la façade sud de la nef.
En 2022 et 2023, les fac-similés en polycarbonate des vitraux du déambulatoire sont remplacés par des nouveaux vitraux — se voulant le plus fidèles aux originaux — réalisés par des maîtres-verriers sur la base des plus anciens (de vers le milieu du XIIe siècle) qui sont conservés depuis 1997 au laboratoire de recherche des monuments historiques (LRMH) et d'un travail de recherche et documentation sur leur origine,.

## Vitraux conservés hors de la basilique
Plusieurs musées et église conservent des panneaux provenant de la basilique Saint-Denis, entre autres :
- L'église Saint-Léonard de Fougères en Bretagne conserve cependant un vitrail classé le 10 décembre 1906[15] ; il s'agit d'un rondel du XIIe siècle présentant deux scènes de la vie de Saint Benoît : Romanus remettant à Benoît sa coule et Benoît nourri le jour de Pâques par un prêtre[Note 6].
- Le musée de Cluny possède un vitrail représentant l'ascension de saint Benoît ;
- Le Glencairn Museum (en) à Bryn Athyn en Pennsylvanie conserve des éléments de la verrière de la première croisade et des fragments de bordure et une fuite en Égypte datant de Suger.
- Le Metropolitan Museum of Art possède trois sections transfrontalières de feuillages venant des verrières de l'enfance du Christ et la vie de Moïse[Note 7].
- Le musée de Glasgow possède un vitrail issu de la verrière de l'enfance du Christ, datant d'environ 1150 et montrant le prophète Jérémie, tenant un rouleau en abrégé latin[Note 8] : « car l'Éternel a créé une chose nouvelle sur la terre. Une femme entourera l'homme[16] »  De petite taille et finement peint, ce panneau se caractérise pas des couleurs brillantes.
- L'église Saint James de Twycross possède un vitrail représentant saint Benoît ayant une vision de saint Maur sauvant saint Placide d'une noyade[Note 9] ; en haut du panneau se trouve une description du diable lançant une pierre[Note 10].
- L'église de Wilton possède un vitrail représentant un prophète qui se trouvait sur la verrière de l'arbre de Jessé ; deux autres éléments proviendraient d'une fuite en Égypte mais leur origine reste sujet a discussion.

## Galerie

Vitraux de la basilique Saint-Denis
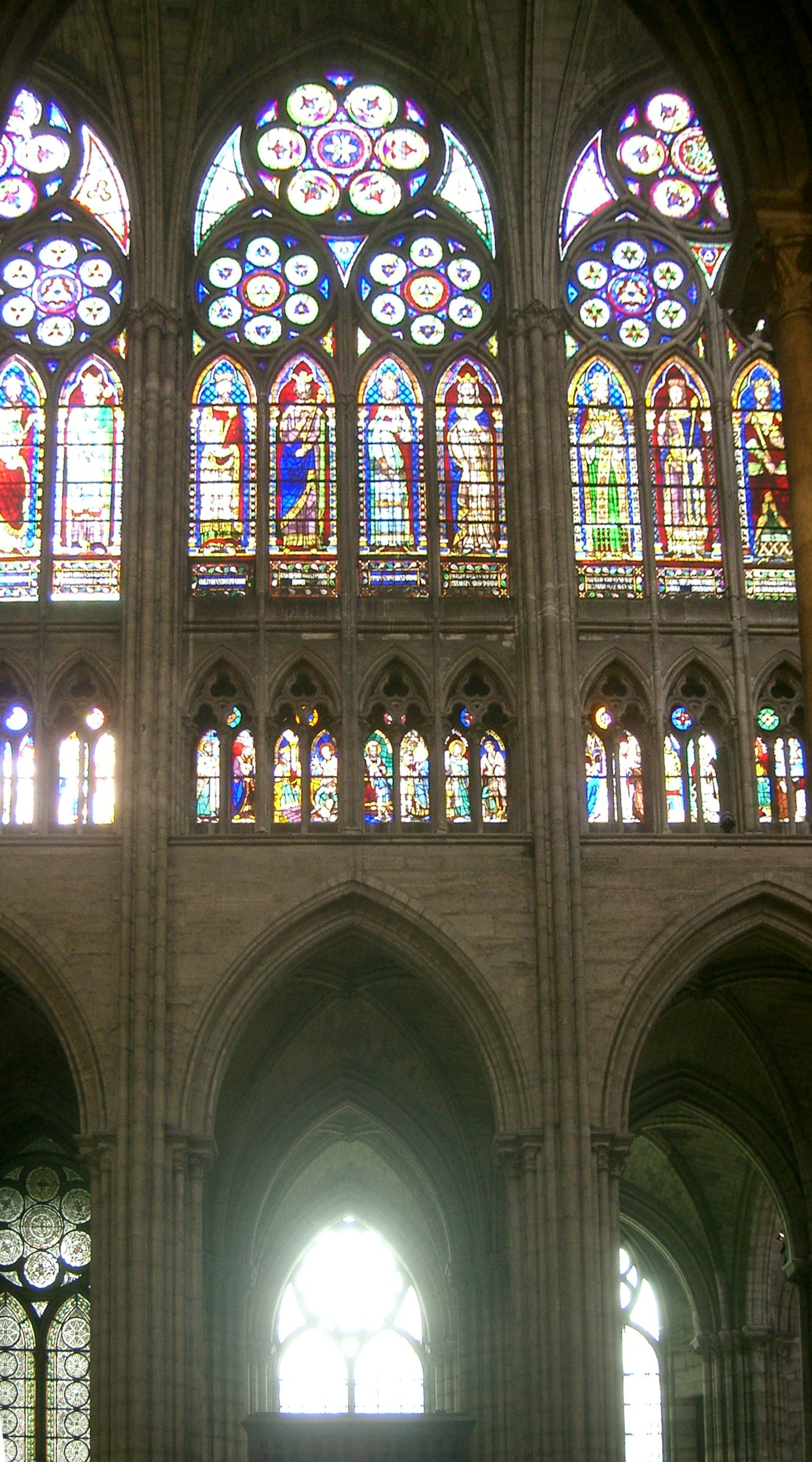
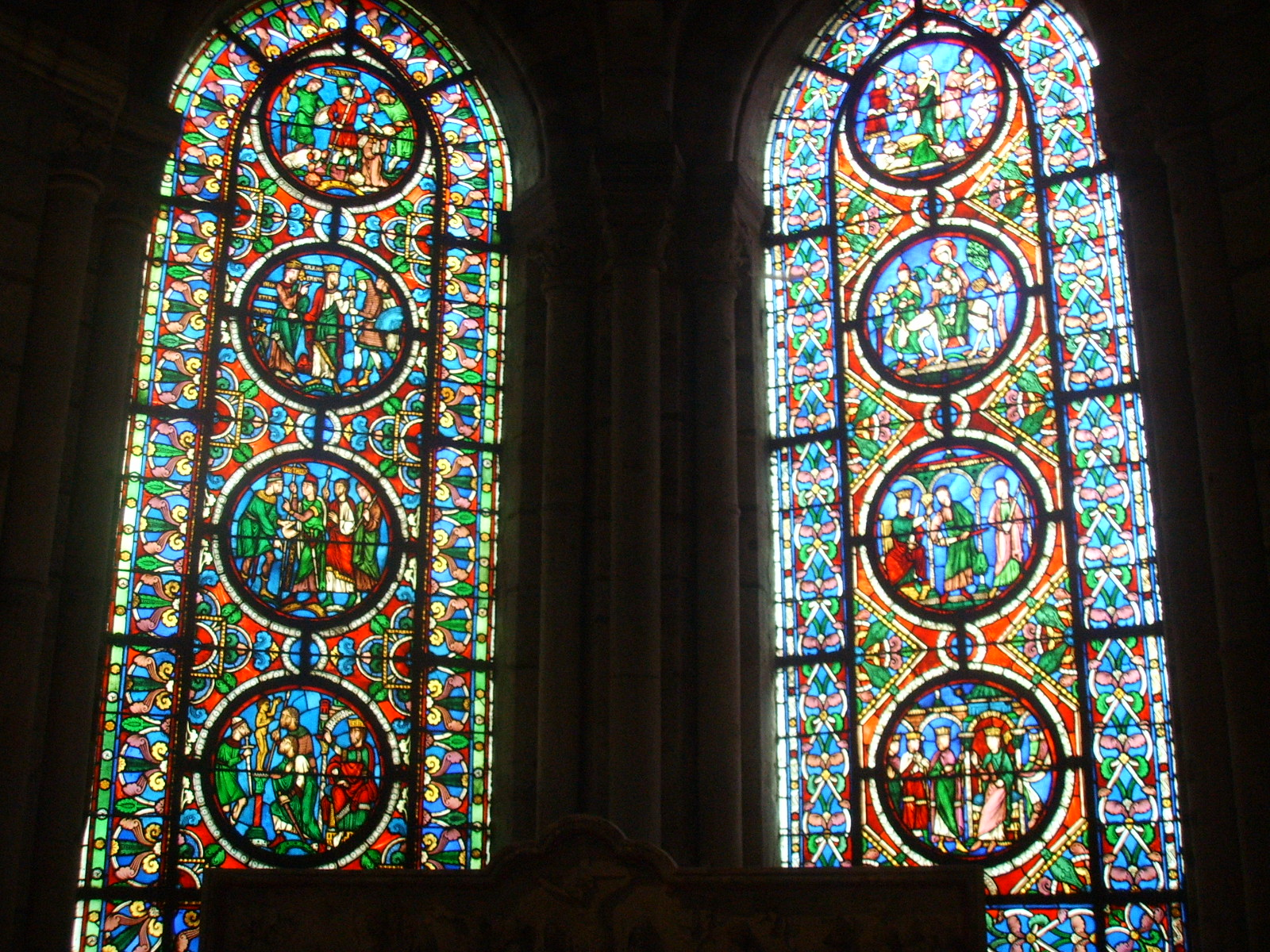
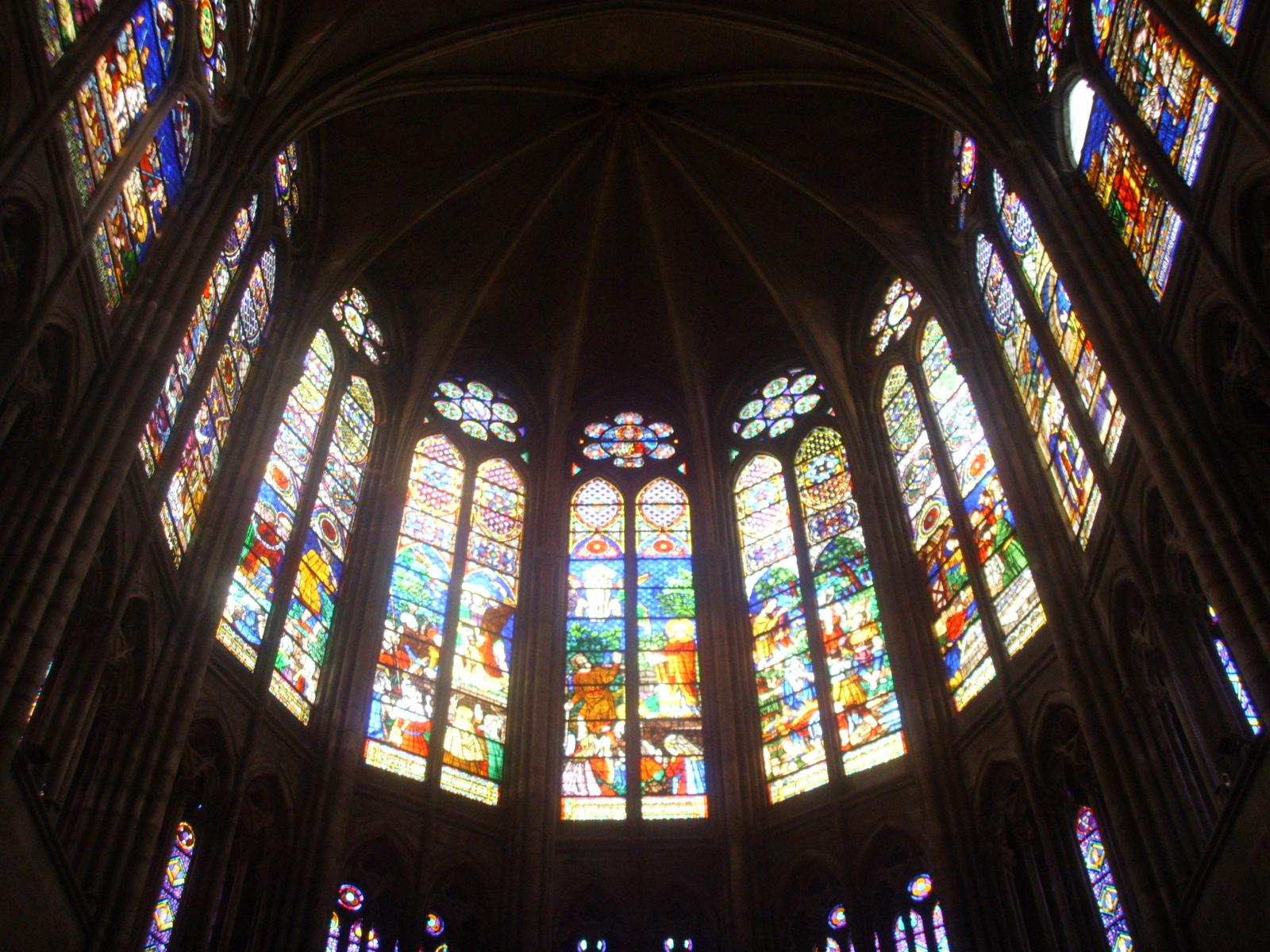
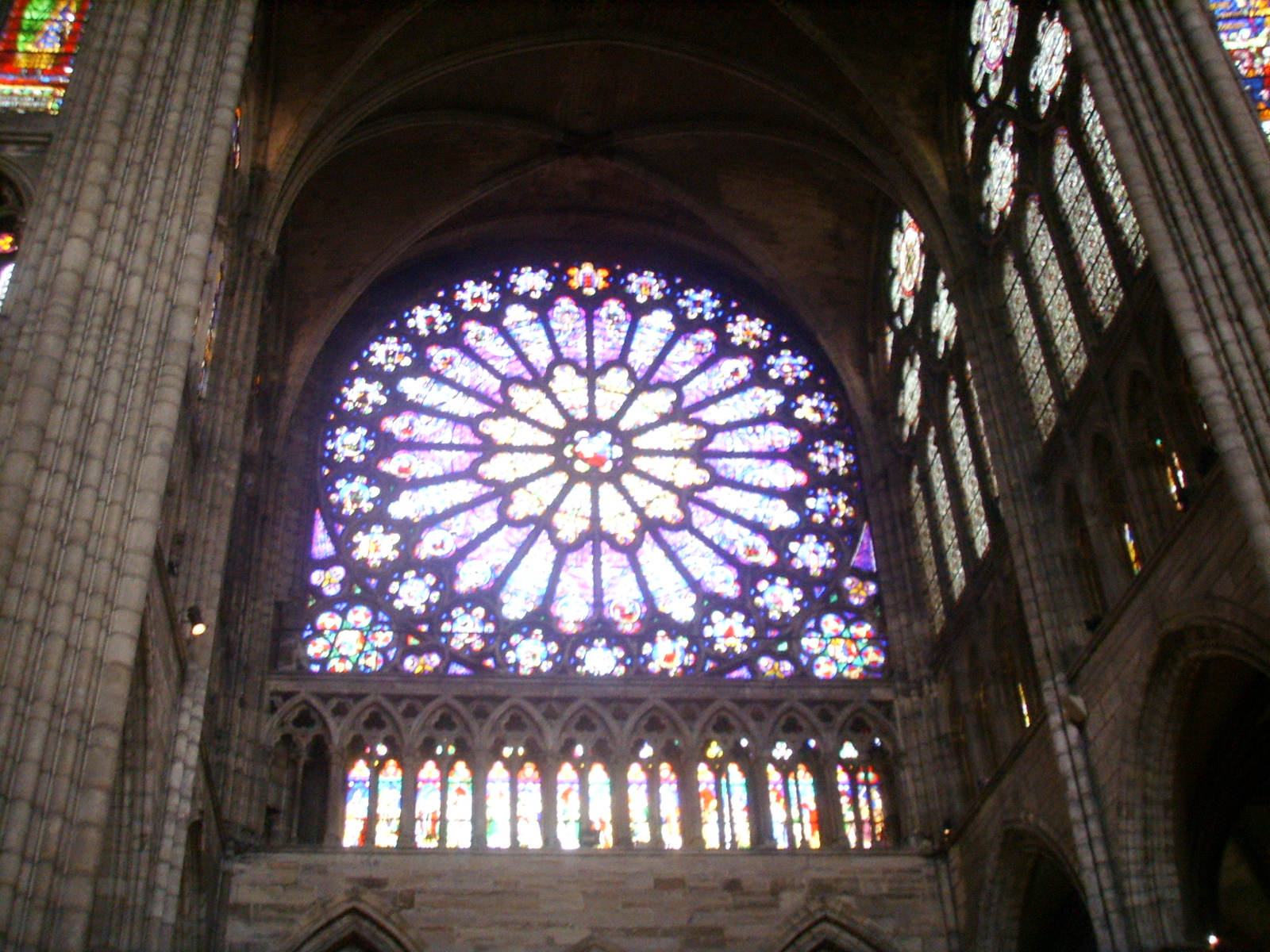
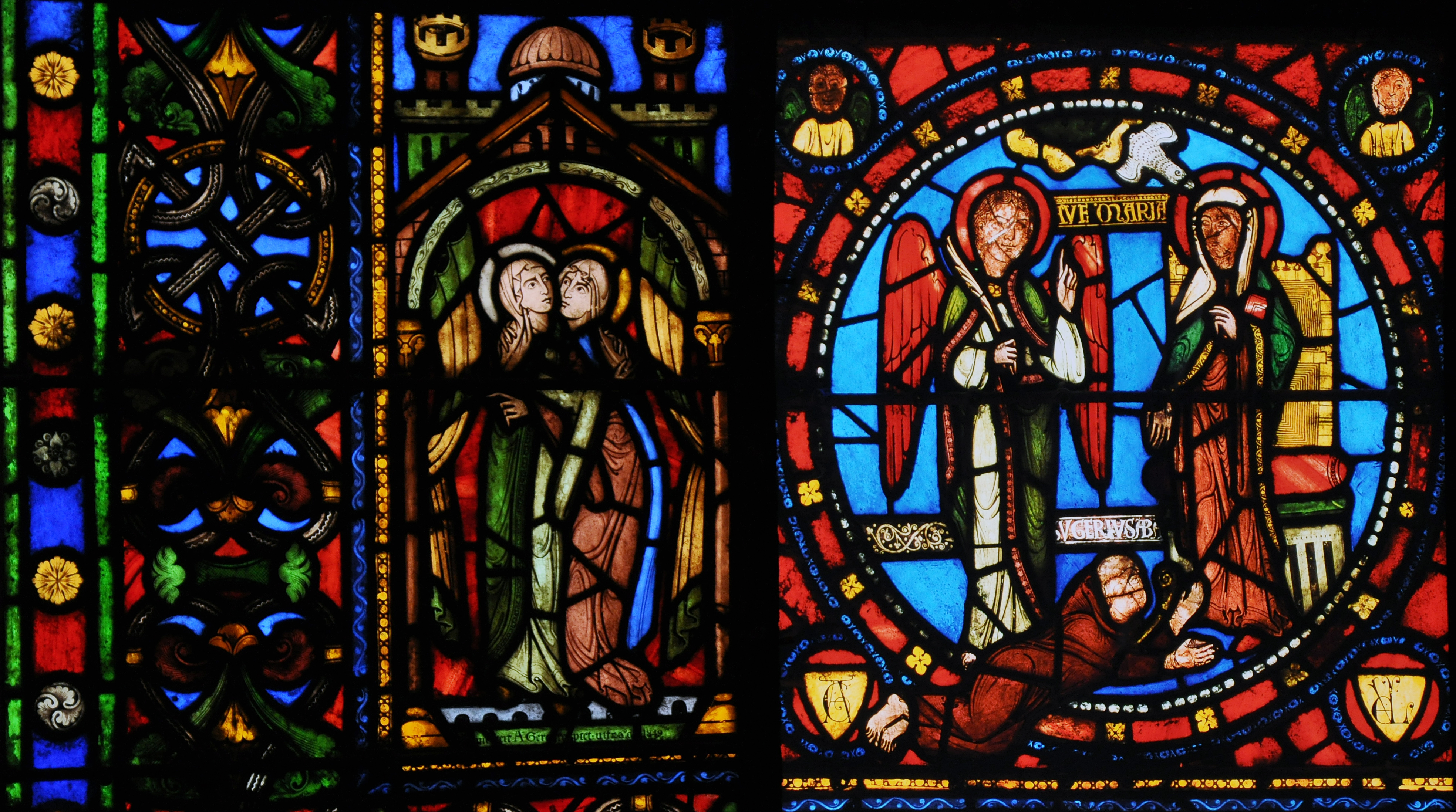